# Вежа (геральдика)
Вежа — негеральдична фігура в геральдиці.

## Опис
Багато гербів мають на своєму щиті цю стилізовану фінуру. Різноманітний дизайн цієї гербової фігури ускладнює її простий опис. Тут слід враховувати лише окрему вежу. Інші варіанти, наприклад, кілька веж, з'єднаних разом, щоб утворити структуру, пояснюється в розділі «Див. також». Технічні вежі, такі як нафтовидобувні вежі, вежі трансмісії, маяки тощо, тут також не описані.
На гербі може бути зображена одна вежа або більше. Позиція не відрізняється від іншої геральдичної фігури. З трьома вежами в гербі можливий варіант розташування 2;1, у стовп або балку. Форма вежі повинна бути описана настільки точно, щоб геральдист міг прийти до правильного уявлення про герб. Найпопулярнішою для герба є зубчата вежа, але також поширені й інші форми, такі як ізольовані церковні вежі. Вони заслуговують на те, щоб їх тут згадати. Їх часто можна впізнати за хрестом на вершині вежі. Вежу з трьома малими вежами ще не можна віднести до форту. Також можливі герби з руїнами вежі.
Відповідно до геральдичних правил тонування можливе у всіх геральдичних кольорах і металах. Видимі вікна та ворота можуть бути відкритими (тоді видно колір поля герба) або закритими (отвори чорні), що повинно бути зазначено при описі герба. Геральдичні тварини або люди також можуть бути тісно пов'язані з вежею. Варто згадати прапор або прикріплений герб.

Приклади
Пізанська вежа у В'єрзоні
Три вежі -Алленвіллер
Руїни круглої вежі - Аранк
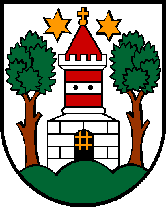
Оборонна вежа з вогневими отворами - Бад-Леонфельден
Червона ступінчаста вежа із зачиненою золотою брамою, яку тримає синій лев у золотій броні - Богуслен
Плаваюча червона замкова вежа зі стрілчастим дахом слов'янського дизайну - Бренц (Мекленбург)
Дві круглі вежі з відкритими вікнами та брамою - Коспейто
Мурована золота кругла вежа з червоним гостроверхим дахом і відкритою брамою - Дона
Вежа з двома башточками - Нойнбург-форм-Вальд
Срібна вежа, що звужується догори, з виступаючим поверхом і двома чорними вікнами в чорному фахверку - Неферін
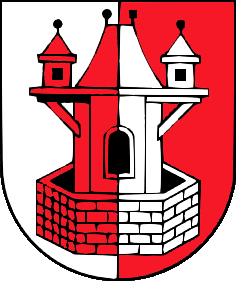
Вежа в змішаних кольорів - Вальденбург (Саксонія)
Вежа з трьома надбудованими вежами (приклад)
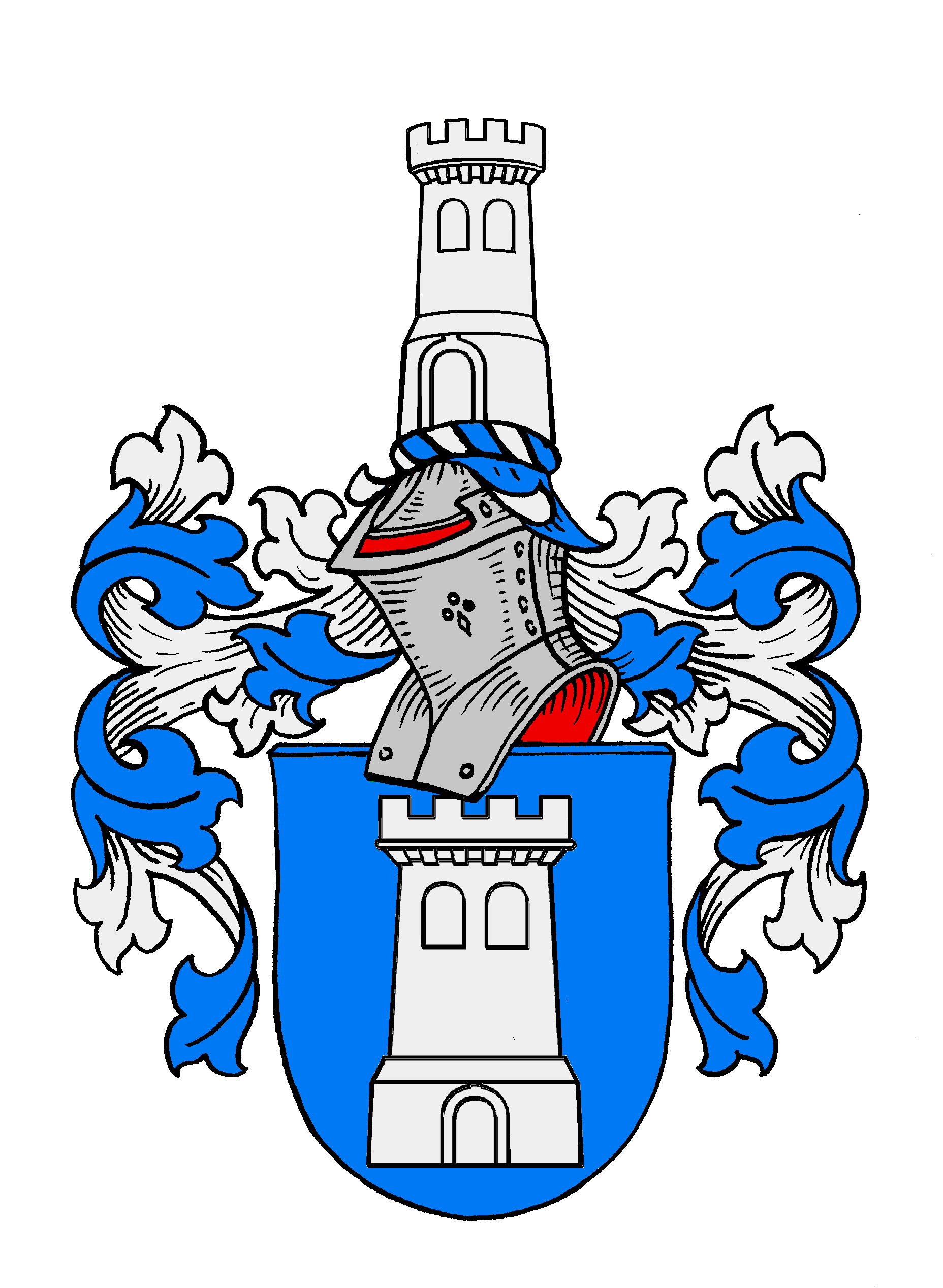
Герб роду Деллінгсгаузенів
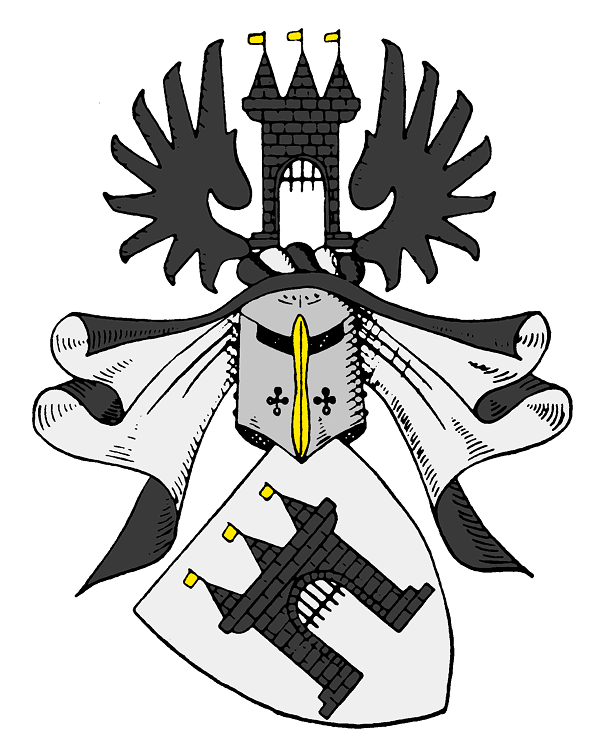
Герб роду фон дер Венге та фон дер Венге клану Ламбсдорфів
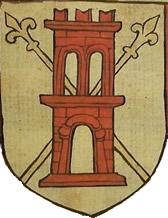
Герб Торріані (Della Torre або укр. Тура)
Двоярусна вежа - Папа Римський Іван XXIII
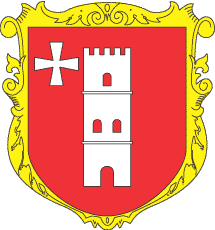
Триярусна вежа - Любомльський район
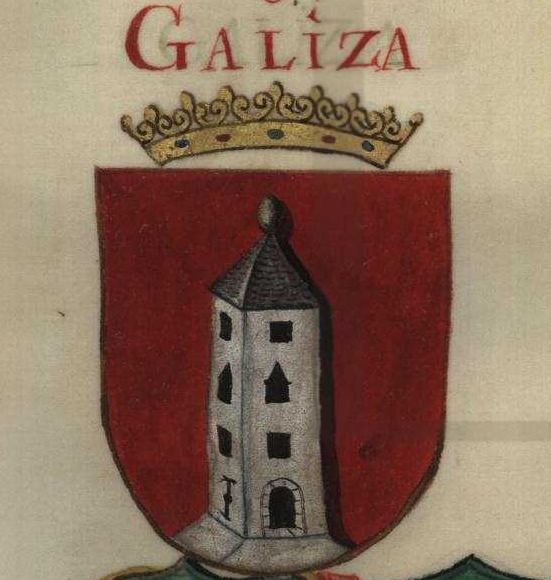
Чотиярусна вежа - Галісія
Вежа - Долинська
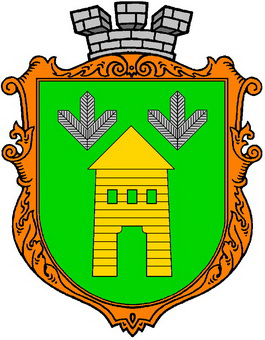
Дерев'яна вежа - Великі Бірки
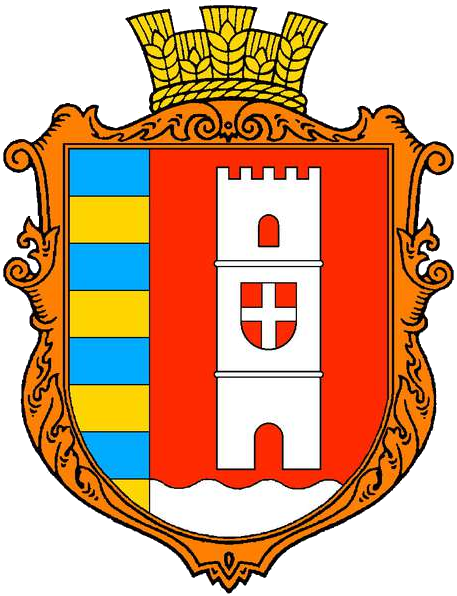
Вежа з гербом - Рівне (Ковельський район)
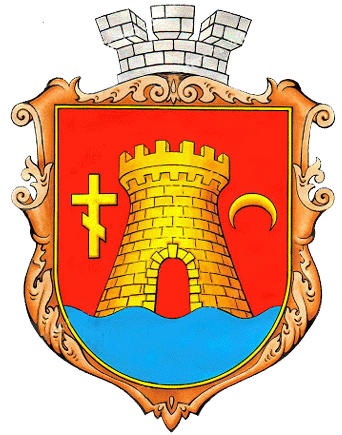
Кругла вежа - Очаків

## Споріднені форми
Подальшим розвитком вежі в геральдиці є замок, фортеця, мур, маяк, церковна вежа або тура.

## Веб-посилання
- Turm (Heraldik) в Heraldik-Wiki